# دينيس بوردونكل
دينيس بوردونكل (بالفرنسية: Denis Bourdoncle)‏ هو لاعب كرة قدم فرنسي في مركز الدفاع، ولد في 17 أكتوبر 1964 في ليبورني في فرنسا. لعب مع جيروندان بوردو وستاد ريمس ونادي النجم الأحمر ونادي لو روتش ونادي ليبورن ونادي نيور.

## وصلات خارجية
- دينيس بوردونكل على موقع قاعدة بيانات كرة القدم.إي يو (الإنجليزية)
- دينيس بوردونكل على موقع عالم كرة القدم.نت (الإنجليزية)